# Kapalina

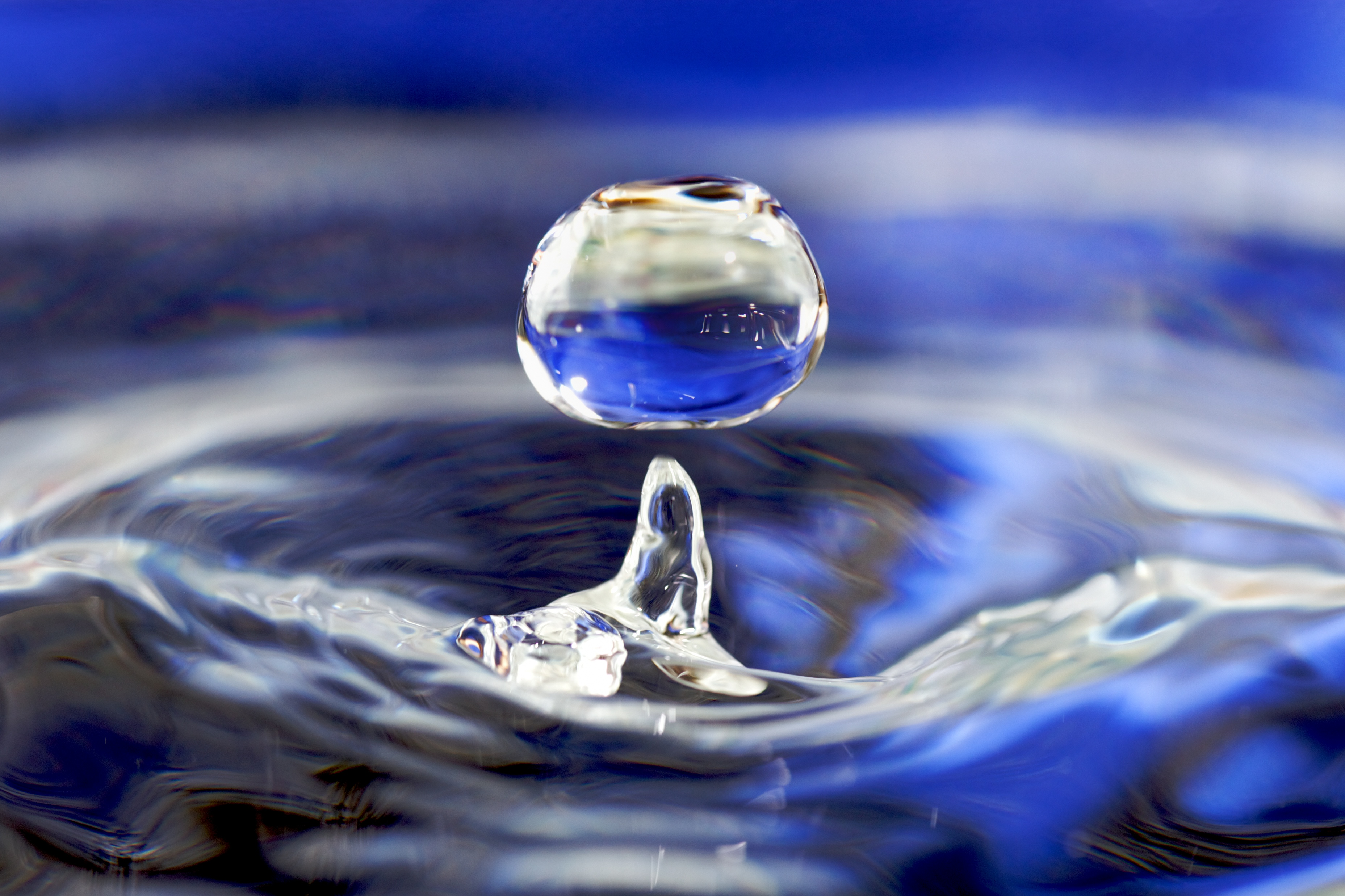
Vznik kapky vody

Kapalina neboli kapalná látka je jedno ze skupenství látek, při kterém jsou částice látky relativně blízko sebe, ale nejsou vázány v pevných polohách a mohou se pohybovat v celém objemu.
Kinetická energie částic kapaliny je malá ve srovnání s vazebnou potenciální energií, takže částice se vzájemně udržují v určitých rovnovážných polohách, kolem kterých vykonávají kmitavý pohyb. Tyto rovnovážné polohy se u kapalin mohou přemisťovat, tzn. dochází k přemísťování částic v celém objemu látky. Vazba mezi částicemi zajišťuje, že za běžných podmínek se objem látky nemění. Kapalina bývá také považována za přechodnou fázi mezi pevnou látkou a plynem.

## Vlastnosti kapalin
- kapalná tělesa nemají svůj tvar, ale jejich tvar odpovídá tvaru nádoby
- kapalná tělesa mají vlastní objem
- kapalná tělesa mají volný povrch označovaný obvykle jako hladina
- kapaliny tvoří kapky (díky přitažlivým silám mezi částicemi)
- kapaliny jsou těžko stlačitelné
- vodičem elektrického proudu ve vodivých kapalinách jsou ionty (neplatí pro kapalné kovy)
- teplo se v kapalinách může šířit prouděním
- změna polohy částice je u kapalin pomalejší než u plynu, což vysvětluje např. pomalou difuzi kapalin ve srovnání s plyny

Přitažlivé molekulové síly mají poměrně krátký dosah, a proto na vybranou molekulu kapaliny působí pouze molekuly z jejího blízkého okolí. Oblast dosahu molekulového působení jedné molekuly lze vymezit koulí o určitém poloměru, opsanou kolem vybrané molekuly. Silové působení molekul, které se nachází mimo tuto sféru, na vybranou molekulu můžeme zanedbat.
Nachází-li se vybraná molekula uvnitř kapaliny, je sféra molekulového působení plně obsazena molekulami dané kapaliny a jejich působení na vybranou molekulu je souměrné a v průměru se vyruší. Taková molekula se nachází ve volném (indiferentním) rovnovážném stavu.
Nachází-li se molekula v tenké vrstvičce hraničící s jiným prostředím, ocitnou se ve sféře molekulového působení i molekuly jiné látky, čímž dojde k porušení souměrnosti silového působení a výslednice silového působení na vybranou molekulu již nebude nulová. To vede ke vzniku vnitřního tlaku a povrchového napětí.
Molekuly, které se nacházejí na povrchu kapaliny mezi sebou působí silami, která jsou tečné k povrchu kapaliny. Je-li molekula vzdálena od místa, kde se povrch (hladina) kapaliny stýká s jinou látkou (např. stěnou nádoby), tečné síly působící na tuto molekulu se vyruší a molekula se může volně přemísťovat po hladině. V místech, kde se kapalina stýká s jinou látkou, se do sféry molekulového vlivu hraniční molekuly dostávají i molekuly cizí látky a výslednice sil je různá od nuly. Důsledkem jsou kapilární jevy na rozhraní kapaliny a pevné látky.

## Ideální kapalina
Ideální (dokonalá) kapalina má na rozdíl od skutečné kapaliny tyto vlastnosti:
- je dokonale tekutá, nestlačitelná a bez vnitřního tření.
- matematický popis jejího chování je poměrně jednoduchý a používá se k modelovému zkoumání mechanických vlastností kapalin.

Ideální kapalinu lze získat jako speciální případ ideální tekutiny, pokud je hustota tekutiny (v celém objemu tekutiny a za všech podmínek) konstantní, tzn. {\displaystyle \rho ={\mbox{konst}}}. V takovém případě je objemová deformace nulová, tzn. stlačitelnost je nulová, což znamená, že kapalina je nestlačitelná.

## Skutečná kapalina
Skutečná (reálná) kapalina má na rozdíl od ideální kapaliny vnitřní tření a dá se mírně stlačit.
Popis reálné kapaliny je velmi složitý. Fyzika proto využívá některé idealizace, které umožňují lepší popis reálných jevů, než jaký poskytuje ideální kapalina. Mezi tyto idealizace patří kapalina, která není stlačitelná, ale má vnitřní tření – taková kapalina se označuje jako vazká (nebo viskózní) kapalina. Dále se zavádí nestlačitelná kapalina (tedy kapalina, která nemění objem a její hustota zůstává konstantní) a kapalina stlačitelná (její hustota závisí na tlaku kapaliny).